# Verwaltungsgemeinschaft Haßmersheim-Hüffenhardt
In der vereinbarten Verwaltungsgemeinschaft Haßmersheim-Hüffenhardt im baden-württembergischen Neckar-Odenwald-Kreis haben sich zwei Gemeinden zur Erledigung ihrer Verwaltungsgeschäfte zusammengeschlossen. Der Sitz der vereinbarten Verwaltungsgemeinschaft liegt in Haßmersheim (erfüllende Gemeinde).

## Mitgliedsgemeinden
Mitglieder dieser durch eine öffentlich-rechtliche Vereinbarung entstandenen Verwaltungsgemeinschaft sind:
- Gemeinde Haßmersheim, 5008 Einwohner, 19,15 km²
- Gemeinde Hüffenhardt, 2069 Einwohner, 17,62 km²

## Struktur und Aufgaben
Ein gemeinsamer Ausschuss aus Vertretern der beteiligten Gemeinden entscheidet über die Erfüllungsaufgaben. Vorsitzender des gemeinsamen Ausschusses ist der Bürgermeister (Christian Ernst) der erfüllenden Gemeinde (Haßmersheim). Die „vereinbarte Verwaltungsgemeinschaft“ ist nicht selbst rechtsfähig, da sie keine Körperschaft des öffentlichen Rechts und damit auch kein Gemeindeverband ist. Den Umfang der übertragenen Aufgaben der vereinbarten Verwaltungsgemeinschaft bestimmt § 61 der baden-württembergischen Gemeindeordnung.